# Kim Young-woong
Kim Young-woong (Hangul: 김영웅) es un actor de cine y televisión surcoreano.

## Carrera
Es miembro de la agencia "WANTSMAKER Entertainment" (원츠메이커 엔터테인먼트). Previamente formó parte de la agencia Huayi Brothers Entertainment.
En diciembre de 2015 se unió al elenco de la serie Remember donde dio vida al oficial Kwak Han-soo, un corrupto detective que aceptó sobornos de la compañía Il-ho y es un aliado de Nam Gyu-man (Namkoong Min).
En 2016 se unió al elenco recurrente de la serie Monster donde interpretó a Yeom Hyeong-gu, un supervisor directo de Yoo Seong-ae (Claudia Kim) en el Servicio de Inteligencia Nacional de Corea del Sur (NIS), a quien le informa sobre sus actividades de infiltración en Dodo Group.
En mayo de 2017 se unió al elenco recurrente de la serie The Emperor: Owner of the Mask donde dio vida a Jo Tae-ho, el jefe de la oficina Water.
En noviembre del mismo año se unió al elenco recurrente de la serie Two Cops donde interpretó a Park Dong-gi, un leal detective de la unidad de crímenes violentos encargado de generar el humor que busca la justicia constantemente.
En junio de 2019 se unió al elenco recurrente de la serie Partners for Justice 2 donde volvió a dar vida al investigador en jefe Yang Soo-dong. Papel que interpretó en la primera temporada de la serie.
El 1 de febrero de 2020 apareicó por primera vez como invitado en la serie Tell Me What You Saw donde interpretó al jefe de sección Bang, quien es asesinado mientras investiga un caso.
En febrero de 2021 se unió al elenco recurrente de la serie Vincenzo donde dio vida a Park Seok-do, el presidente de la empresa privada de préstamos "Ant Financial Management", quien más tarde se une a Vincenzo (Song Joong-ki), hasta el final de la serie el 2 de mayo del mismo año.

## Filmografía

### Series de televisión
| Año     | Título                                 | Personaje                                | Notas                            | Ref.          |
| ------- | -------------------------------------- | ---------------------------------------- | -------------------------------- | ------------- |
| 2007    | The Legend                             | -                                        |                                  |               |
| 2008    | Iljimae                                | Sirviente de Byeon Shik                  | Invitado, ep. 20                 |               |
| 2010    | God's Quiz                             | -                                        |                                  |               |
| 2014    | Yoo-na's Street (Steal Heart)          | Byun Chil-bok                            |                                  |               |
| 2014-15 | One Sunny Day                          | Hyun-chul                                |                                  |               |
| 2015    | My Love Eun Dong                       | Director                                 |                                  |               |
| 2015    | Last                                   | Bae Jung-sa                              | [ 11 ]                           |               |
| 2015-16 | Remember                               | Det. Kwak Han-soo                        |                                  |               |
| 2016    | Monster                                | Yeom Hyeong-gu                           |                                  |               |
| 2016    | Person Who Gives Happiness             | Kang Dae-sang                            |                                  |               |
| 2017    | The Emperor: Owner of the Mask         | Jo Tae-ho                                |                                  |               |
| 2017    | Reunited Worlds                        | Prestamista                              |                                  |               |
| 2017-18 | Two Cops                               | Det. Park Dong-gi                        |                                  |               |
| 2018    | Partners for Justice                   | Yang Soo-dong                            | Invitado                         |               |
| 2018    | Lovely Horribly                        | Detective Lee                            |                                  |               |
| 2018    | Miss Ma, Nemesis                       | Inspector Park                           |                                  |               |
| 2019    | Welcome to Waikiki 2                   | Cuidador del Zoológico                   | Invitado, ep. 3                  |               |
| 2020    | Tell Me What You Saw                   | Jefe Bang                                | Invitado, 4 episodios            |               |
| 2021    | Vincenzo                               | Park Seok-do                             |                                  |               |
| 2021    | Vincenzo: Special                      | Park Seok-do                             | 1 episodio                       |               |
| 2021    | Under Cover                            | Personal de la sala de control del metro | Aparición especial, 2 episodios  |               |
| 2021    | Happiness                              | Go Se-kyu                                |                                  |               |
| 2022    | Goo Pil Soo Is Not There               | Noh Il-dam                               |                                  |               |
| 2022    | The Empire                             | Hwang Yong-ji                            |                                  | [ 12 ]        |
| 2023    | Kokdu: Season of Deity                 | Jung Sik                                 |                                  | [ 13 ]        |
| 2024    | Adiós, Tierra                          | Kim Dae-han                              | Serie web                        | [ 14 ] [ 15 ] |
| 2024    | Good Partner                           | Kim Chang-seop                           | Aparición especial, episodio 14  | [ 16 ] [ 17 ] |
| 2024    | Lee, el agente de libertad condicional | Son Eung-jun                             |                                  | [ 18 ]        |
| 2025    | Grupo de estudio                       | Padre de Se-hyeon                        | Episodio 1                       | [ 19 ]        |
| 2025    | Luces, cámara, ¡amor!                  | Park Sang-sik                            |                                  | [ 20 ]        |
| 2025    | La bruja                               | Locutor de radio                         | Aparición especial               | [ 20 ]        |
| 2025    | Si la vida te da mandarinas...         | Propietario del hotel Nampo-dong         | Aparición especial, episodio 2-3 | [ 20 ]        |
| 2025    | La primera noche con el duque          | Jo Byeong-mu                             |                                  | [ 21 ]        |
| 2025    | La jugada ganadora                     |                                          |                                  |               |

### Películas
| Año  | Título                           | Personaje                  | Notas                                                                                           |
| ---- | -------------------------------- | -------------------------- | ----------------------------------------------------------------------------------------------- |
| 2018 | Dark Figure of Crime             | Jung-bong                  | junto a Kim Yoon-seok, Ju Ji-hoon, Jin Seon-kyu, Kwon So-hyun y Kim Jong-soo                    |
| 2016 | Pandora                          | Mr. Hwang                  | junto a Kim Nam-gil, Kim Young-ae, Kim Ju-hyeon, Jung Jin-young, Moon Jeong-hee y Kim Dae-myung |
| 2015 | Fatal Intuition                  | Man-cheol                  | junto a Joo Won, Yoo Hae-jin, Lee Yoo-young, Ryu Hye-young y Lee Jun-hyeok                      |
| 2015 | Lost Flower: Eo Woo Dong         | Ministro de Guerra         |                                                                                                 |
| 2014 | My Dictator                      | Empleado de Mart           | junto a Sol Kyung-gu, Park Hae-il, Yoon Je-moon, Lee Byung-joon y Ryu Hye-young                 |
| 2014 | Toxic Desire: Addiction          | Dong-chul                  |                                                                                                 |
| 2014 | Sea Fog                          | Gil-soo                    | junto a Kim Yoon-seok, Park Yoochun, Lee Hee-joon, Moon Sung-keun y Yoo Seung-mok               |
| 2014 | Sketch                           | Dueño de la Galería        | junto a Go Eun-ah, Park Jae-jung, Joo Min-ha y Song Seo-yool                                    |
| 2014 | The Legacy                       | -                          | (cameo)                                                                                         |
| 2013 | Dead And                         | Joo-beom                   | junto a Kim Min-joon, Woo Sang-jun, Choi Joon-yong y Choi Sung-min                              |
| 2013 | How to Use Guys with Secret Tips | Director de Fotografía     | junto a Lee Si-young, Oh Jung-se, Park Yeong-gyu, Kim Jung-tae y Lee Won-jong                   |
| 2013 | South Bound                      | Do Yoon-tae                | junto a Kim Yoon-seok, Oh Yeon-soo, Kim Sung-kyung y Han Ye-ri                                  |
| 2012 | The Thieves                      | Detective                  | junto a Kim Yoon-seok, Kim Hye-soo, Jun Ji-hyun, Simon Yam, Kim Hae-sook y Oh Dal-su            |
| 2011 | Sin of a Family                  | Detective Park             | junto a Shin Hyun-joon, Jeon No-min, Lee Ki-woo, Kim Yong-woo y Lee Jae-wook                    |
| 2010 | Le Grand Chef 2: Kimchi Battle   | Arnold                     | junto a Kim Jung-eun, Jin Goo, Wang Ji-hye, Choi Jong-won y Lee Bo-hee                          |
| 2010 | Secret Reunion                   | Min-cheol                  | junto a Song Kang-ho, Gang Dong-won y Park Hyuk-kwon                                            |
| 2009 | 4th Period Mystery (The Clue)    | Maestro de Historia        | junto a Yoo Seung-ho, Kang So-ra y Park Chul-min                                                |
| 2009 | The Executioner                  | Mtro. Choi                 | junto a Cho Jae-hyun, Yoon Kye-sang, Park In-hwan, Cha Soo-yeon, Jo Sung-ha y Jeon Mi-seon      |
| 2007 | A Good Day to Have an Affair     | Oficial de la Policía      | junto a Kim Hye-soo, Yoon Jin-seo, Jung Eun-pyo, Lee Jong-hyuk y Lee Min-ki                     |
| 2006 | Holiday                          | Esposo de Jung-sook        |                                                                                                 |
| 2006 | Mission Sex Control              | Doo-sik                    | junto a Kim Jung-eun, Lee Beom-soo, Byun Hee-bong, Ahn Nae-sang, Jeon Mi-seon y Woo Hyun        |
| 2006 | The Fox Family                   | Reportero                  | junto a Joo Hyun, Park Jun-gyu, Ha Jung-woo y Park Si-yeon                                      |
| 2002 | Family                           | Jefa de Detectives         | junto a Hwang Shin-hye, Yoon Da-hoon, Kim Min-jong, Hwang In-young y Lee Geung-young            |
| 2002 | Jail Breakers                    | Jefe de Asuntos Académicos | junto a Sol Kyung-gu, Cha Seung-won, Song Yoon-ah y Kang Sung-jin                               |
| 2001 | This is Law                      | Ma Goo-ri                  |                                                                                                 |
| 2001 | Guns and Talks                   | Hombre #2                  | junto a Shin Hyun-joon, Won Bin, Shin Ha-kyun, Jung Jae-young, Jung Jin-young y Song Geum-sik   |
| 2000 | Just Do It!                      | -                          |                                                                                                 |